# Pseudophilautus zimmeri
Espèce
Synonymes
- Rhacophorus zimmeri Ahl, 1927
- Philautus zimmeri (Ahl, 1927)

Statut de conservation UICN

 EX  : Éteint
Pseudophilautus zimmeri est une espèce éteinte d'amphibiens de la famille des Rhacophoridae.

## Répartition
Cette espèce était endémique du Sri Lanka. Elle a été découverte à Galle,.

## Description
Cette espèce n'est connue que par son holotype, un mâle mesurant 31,6 mm.

## Étymologie
Cette espèce est nommée en l'honneur de Carl Wilhelm Erich Zimmer (1873–1950).

## Publication originale
- Ahl, 1927 : Zur Systematik der asiatischen Arten der Froschgattung Rhacophorus. Sitzungsberichte der Gesellschaft Naturforschender Freunde zu Berlin, vol. 1927, p. 35-47.